# Barney's Junction
Barney's Junction  est une census-designated place américaine de l'État de Washington dans le comté de Ferry. 
La population était de 146 habitants en 2010.